# Смрдаки
Смрдаки (на словашки: Smrdáky) е село в окръг Сеница, Търнавски край, Западна Словакия. Населението му е 574 души.
Разположено е на 241 m надморска височина, на 8 km  северозападно от град Сеница. Площта му е 4,73 km². Кмет на селото е Ингрид Трипшанска.